# 李贤妃 (明仁宗)
恭靜賢妃，亦稱為李賢妃（?年—1452年12月26日），明朝明仁宗朱高熾之賢妃，生三子一女（鄭靖王朱瞻埈、蘄獻王朱瞻垠、淮靖王朱瞻墺與真定公主）。

## 生平
目前尚不清楚李氏的出生及入宮時間，但已知她最遲在永樂元年時已經侍奉明仁宗朱高熾。根據《明實錄》的記載，永樂二年二月十七日（1404年3月27日），李氏生鄭靖王朱瞻埈。永樂三年五月初十日（1405年6月6日），生蘄獻王朱瞻垠。永樂七年正月十三日（1409年1月28日），生淮靖王朱瞻墺。永樂十一年（1413年），生真定公主。
永樂二十二年十月初八日（1424年10月29日），剛即位的明仁宗冊立張氏為皇后，並且冊封郭氏為貴妃，李氏為賢妃，趙氏為惠妃，王氏為淑妃，王氏為昭容。明仁宗命太子太保兼成山侯王通、太子少師兼禮部尚書呂震，持節冊封李氏為賢妃，賢妃冊文曰：
朕祗紹鴻圖，恭思化本，先聖所訓，為國必始於家，王政之經，治內以及乎外。肇正中宮之位，宜崇貳佐之賢。咨尔李氏，選嬪春宮，積有年歲，克謹圖史之戒，動循珩珮之和，屬茲序升，均宣恩命，錫之褕翟，俾副軒龍，特封尔為賢妃。於戲！帝王統御於家邦，宮壺必資於輔佐。惟謙以育德，惟善以裕躬，惟順以協睦宗姻，惟敬以相承禋祀。永綏寵祿，光我命詞，欽哉。
洪熙元年五月十二日（1425年5月29日），明仁宗駕崩。同年七月初二日（1425年7月16日），剛即位的明宣宗朱瞻基追謚皇庶母貴妃郭氏曰「恭肅」，淑妃王氏曰「貞惠」，麗妃王氏曰「惠安」，順妃譚氏曰「恭僖」，充妃黃氏曰「恭靖」，並沒有李氏之名，可知李賢妃被特恩免殉葬。景泰三年十一月十六日(1452年12月26日)，李賢妃薨逝，明英宗的孫子明代宗朱祁鈺輟視朝三日。李賢妃有二字謚號「恭靜」，被稱為恭靜賢妃，葬在北京金山。